# فنجانينيات
الفنجانينيات (الاسم العلمي: Pezizomycotina) هي شعيبة من الفطريات تتبع الشعبة الزقيات.

## التصنيف
- شعيبة الفنجانينيات
  - الطائفة الفنجانيانية
  - الطائفة اللقنورانية
  - الطائفة الدرينانية
  - الطائفة الالعوفنانية
  - الطائفة الملاسانية
  - الطائفة المسترجسانية
    - تحت طائفة المسترجسانيات
      - رتبة المسترجسيات
        - الفصيلة المسترجسية

  - الطائفة اللابولبينانية
    - رتبة اللابولبينيات
      - الفصيلة اللابولبينية
        - جنس اللابولبينة

  - الطائفة الليشنانية (الاسم العلمي: Lichinomycetes)
  - الطائفة الأوربلانية (الاسم العلمي: Orbiliomycetes)
  - الطائفة الأرثونانية (الاسم العلمي: Arthoniomycetes)